# 2 miles
Le 2 miles (3 218,69 mètres) est une épreuve d'athlétisme non officielle.
La meilleure performance masculine est détenue par le Norvégien Jakob Ingebrigsten en 7 min 54 s 10 (Paris, France).
La meilleure performance féminine est détenue par l'Éthiopienne Meseret Defar en 8 min 58 s 58 (Bruxelles, Belgique).

## Progression

### Hommes
| Temps         | Athlète                  | Date       | Lieu                    |
| ------------- | ------------------------ | ---------- | ----------------------- |
| 9 min 17 s 0  | Alfred Shrubb (GBR)      | 1903-09-12 | Londres, Royaume-Uni    |
| 9 min 08 s 4  | Alfred Shrubb (GBR)      | 1904-06-11 | Glasgow, Écosse         |
| 9 min 08 s 4  | Edvin Wide (SWE)         | 1925-06-23 | Kramfors, Suède         |
| 9 min 01 s 4  | Edvin Wide (SWE)         | 1926-09-12 | Berlin, Allemagne       |
| 8 min 59 s 6  | Paavo Nurmi (FIN)        | 1931-06-24 | Helsinki, Finlande      |
| 8 min 58 s 4  | Don Lash (USA)           | 1936-06-13 | Princeton, États-Unis   |
| 8 min 57 s 4  | Gunnar Höckert (FIN)     | 1936-09-24 | Stockholm, Suède        |
| 8 min 56 s 0  | Miklós Szabó (HUN)       | 1937-09-30 | Budapest, Hongrie       |
| 8 min 53 s 2  | Taisto Mäki (FIN)        | 1939-06-07 | Helsinki, Finlande      |
| 8 min 47 s 8  | Gunder Hägg (SWE)        | 1942-06-03 | Stockholm, Suède        |
| 8 min 46 s 4  | Gunder Hägg (SWE)        | 1944-06-25 | Östersund, Suède        |
| 8 min 42 s 8  | Gunder Hägg (SWE)        | 1944-08-04 | Stockholm, Suède        |
| 8 min 40 s 4  | Gaston Reiff (BEL)       | 1952-08-26 | Paris, France           |
| 8 min 33 s 4  | Sándor Iharos (HUN)      | 1955-05-30 | Londres, Royaume-Uni    |
| 8 min 32 s 0  | Albert Thomas (AUS)      | 1958-08-07 | Dublin, Irlande         |
| 8 min 30 s 0  | Murray Halberg (NZL)     | 1961-06-07 | Jyväskylä, Finlande     |
| 8 min 29 s 8  | Jim Beatty (USA)         | 1962-06-08 | Los Angeles, États-Unis |
| 8 min 29 s 6  | Michel Jazy (FRA)        | 1963-06-06 | Paris, France           |
| 8 min 26 s 4  | Bob Schul (USA)          | 1964-08-29 | Los Angeles, États-Unis |
| 8 min 22 s 6  | Michel Jazy (FRA)        | 1965-06-23 | Melun, France           |
| 8 min 19 s 8  | Ron Clarke (AUS)         | 1967-07-27 | Västerås, Suède         |
| 8 min 19 s 6  | Ron Clarke (AUS)         | 1968-08-24 | Londres, Royaume-Uni    |
| 8 min 17 s 8  | Emiel Puttemans (BEL)    | 1971-08-21 | Édimbourg, Écosse       |
| 8 min 14 s 0  | Lasse Virén (FIN)        | 1972-08-14 | Stockholm, Suède        |
| 8 min 13 s 8  | Brendan Foster (GBR)     | 1973-08-27 | Londres, Royaume-Uni    |
| 8 min 13 s 51 | Steve Ovett (GBR)        | 1978-09-15 | Londres, Royaume-Uni    |
| 8 min 13 s 45 | Saïd Aouita (MAR)        | 1987-05-28 | Turin, Italie           |
| 8 min 12 s 17 | Khalid Skah (MAR)        | 1993-06-30 | Hechtel, Belgique       |
| 8 min 09 s 01 | Moses Kiptanui (KEN)     | 1994-06-30 | Hechtel, Belgique       |
| 8 min 07 s 46 | Haile Gebrselassie (ETH) | 1995-05-27 | Kerkrade, Pays-Bas      |
| 8 min 03 s 54 | Daniel Komen (KEN)       | 1996-07-14 | Lappeenranta, Finlande  |
| 8 min 01 s 10 | Haile Gebrselassie (ETH) | 1997-05-31 | Hengelo, Pays-Bas       |
| 7 min 58 s 61 | Daniel Komen (KEN)       | 1997-07-19 | Hechtel, Belgique       |
| 7 min 54 s 10 | Jakob Ingebrigsten (NOR) | 2023-06-09 | Paris, France           |

## 3 miles en France
Prix Roosevelt:
En France, le Prix Roosevelt fut disputé annuellement sur cette distance de 3 miles (4,828 kilomètres) à compter de 1891 au bois de Boulogne (Croix-Catelan, jusqu'en 1926). Il doit son nom à Cornélius Roosevelt (cousin du Président des États-Unis, 1847-), l'un des membres fondateurs du Racing Club de France, qui voulut ainsi comparer la valeur des coureurs amateurs anglais et français sur la distance. Une coupe en argent servit alors de challenge perpétuel. Il donna lieu à 41 éditions, dont 5 gagnées par Jacques Keyser.

### Palmarès
- 1891: Julien Borel (RCF)
- 1892: Albert Chauvelot (SF)
- 1893: Fernand Meiers (SAF)
- 1894: Félix Bourdier (RCF)
- 1895: Albin Lermusiaux (RCF)
- 1896: Félix Bourdier (RCF)
- 1897: Félix Bourdier (3) (RCF)
- 1898: Alfred Tunmer (RCF / GBR)
- 1899: Henri Deloge (RCF)
- 1900: Henri Deloge (RCF)
- 1901: Henri Deloge (3) (RCF)
- 1902: Louis Bonniot de Fleurac (RCF)
- 1903: Gaston Ragueneau (SAM)
- 1904: Louis Bonniot de Fleurac (RCF)
- 1905: Louis Bonniot de Fleurac (RCF)
- 1906: Jacques Keyser (RCF)
- 1907: Louis Bonniot de Fleurac (4) (RCF)
- 1908: Jacques Keyser (MCP)
- 1909: Jacques Keyser (MCP)
- 1910: Jacques Keyser (RCF)
- 1911: Henri Arnaud (CASG)
- 1912: Jacques Keyser (5) (RCF)
- 1913: Gustave Lauvaux (Châlons-sur-Marne ou CPNC)
- 1914: H. Rassion (US Pithiviers)
- 1919: Charles Denis (RCF)
- 1920: Léon de Nys (RCF)
- 1921: Paavo Nurmi (FI)
- 1922: Paavo Nurmi (2) (FI)
- 1923: Lucien Duquesne (libre)
- 1924: Joseph Guillemot (ASE Lyon)
- 1925: Arthur J. Muggridge (GBR)
- 1926: Paul Bontemps (RCF)
- 1927: Roger Pelé (Clermont-Ferrand)
- 1929: René Geeraerts (US Saint Gillois)
- 1930: Ragnar Magnusson (SU)
- 1931: Lauri Lehtinen (FI)
- 1932: Georges Leclerc (RCF)
- 1934: Raymond Lefebvre (CA Jean Bouin Paris)
- 1935: Raymond Lefebvre (CASG)
- 1936: Raymond Lefebvre (3) (CASG)
- 1944: Gaston Reiff (US Saint Gilloise)

Sources,